# 納瓦拉 (索洛拉省)
納瓦拉是危地馬拉的城鎮，由索洛拉省負責管轄，位於該國西南部，距離首府索洛拉29公里，始建於1872年，面積218平方公里，海拔高度2,467米，2002年人口51,939。

## 外部連結
- Municipal site （页面存档备份，存于） (in Spanish)

14°51′N 91°19′W / 14.850°N 91.317°W